# اسیر قفقازی
اسیر قفقازی نام یک رمان کوتاه است که توسط لئو تولستوی، نویسندهٔ اهل روسیه نوشته شده‌است.